# Albert Desprechins
Pour les articles homonymes, voir Ben.
Albert Desprechins, né le 26 novembre 1927 à Etterbeek (province de Brabant, actuelle région de Bruxelles-Capitale) et mort 1er avril 1992, est un journaliste belge, occasionnellement auteur de bande dessinée.

## Biographie
Albert Desprechins naît le 26 novembre 1927 à Etterbeek, une commune bruxelloise.
Il est le quatrième enfant de deux journalistes et critiques d'art de La Libre Belgique, écrivains par ailleurs, Émile Desprechins et Lydie Desprechins-Herment (qui ne signait que de ses initiales LDH).
En 1953, travaillant alors pour les hebdomadaires familiaux des éditions Dupuis (Le Moustique et Télémoustique), Albert Desprechins est amené à écrire pour Will le scénario d'un album de Tif et Tondu, Oscar et ses mystères, qu'il signe du pseudonyme de Ben.
Albert Desprechins, accaparé par ses occupations journalistiques, ne revient à la bande dessinée qu'en 1967 pour aider Pierre Seron, alors dessinateur débutant, avec des scénarios pour la série Les Petits Hommes,, ce qu'il fera jusqu'en 1970. Son nom apparaît dans certaines planches de Gaston, comme auteur de gags. Il faut dire que les locaux de Dupuis et sa comédie humaine lui étaient on ne peut plus familiers.
À la même époque, après le départ d'Yvan Delporte et de Charles Jadoul, alors piliers de la rédaction de Spirou, il rédige pendant deux ans le Courrier des lecteurs. Pour le dessinateur hollandais Georges Mazure (nl), il écrit le scénario d'un long récit Coup au cœur en 1967.
Albert Desprechins termine sa carrière au Télémoustique en tant que rédacteur en chef, fonction qu'il occupe pendant une dizaine d'années. Sous le pseudonyme de Maurice Simon, il y publie la première critique télévision de la presse belge, « La chronique de Maurice Simon », qui durera plus de vingt ans, et il fonde l'Union des critiques belges de TV, dont il sera longtemps président.
Le 1er avril 1992, Albert Desprechins meurt prématurément à Bruxelles, âgé de 64 ans, sans avoir pu jouir pleinement de sa retraite.

## Publications
- Tif et Tondu, dessins de Will (Dupuis)
  - 1953, Oscar et ses mystères (troisième numéro de l'actuelle collection)
- Les Petits Hommes, dessins de Seron (Dupuis sauf indication contraire)

1. Alerte à Eslapion–sous–Rajevols (1967, album publié en 1986, numéro 19 de la collection chez Dupuis)
2. Les Évadés (1968, album publié en 1991, numéro 3 de la collection Soleil)
3. Le Petit Homme qui rit (1968, album publié en 1991, numéro 4 de la collection Soleil)
4. Le Coq en pâte (1969, album publié en 1992, numéro 5 de la collection Soleil, sous le titre Les Petits Hommes et un coq)
5. Des Souris et des Petits Hommes (1969, album publié en 1989, numéro 1 de la collection Soleil)
6. L'Exode (1970, album publié en 1974, numéro 1 de la collection Dupuis)
7. Des petits hommes au Brontoxique (1972, album publié en 1974, numéro 2 de la collection Dupuis)

#### Livre
- Jean Van Hamme, Introduction à la bande dessinée belge, Bruxelles, Bibliothèque royale de Belgique, 1968, 80 p., ill. ; 26 cm (lire en ligne), p. 16[catalogue] publié à l'occasion de l'exposition La bande dessinée en Belgique, Bibliothèque Albert Ier, [Bruxelles], du 29 juin au 25 août 1968.

#### Articles
- Laurent Lessous, « « Les Petits hommes T1 : l’intégrale » par Pierre Seron et Albert Desprechins », BDzoom,‎ 14 avril 2016 (lire en ligne, consulté le 11 juillet 2023).